# Joel Willans

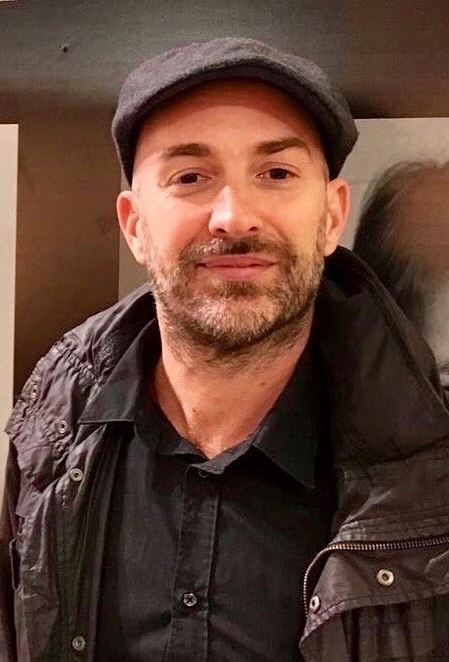
Joel Willans vid Helsingfors bokmässa, 2018

Joel Willans, född 11 maj 1972 i Storbritannien, är en brittisk copywriter och författare. Han flyttade till Finland år 2002.

## Biografi
Innan flytten till Finland hann Willans studera historia i London, jobba inom reklambranschen och skriva noveller för diverse tidskrifter.
I Finland har han grundat en reklambyrå i Helsingfors med sin fru. Paret har två barn.

## Författargärning
Willans första bok, novellsamlingen Spellbound – Stories of Women’s Magic over Men, gavs ut 2013 i England. I bokens berättelser beskrivs män och hur de förälskar sig i kvinnor.
Den andra boken, 101 Very Finnish Problems – The Foreigner’s Guide to Surviving in Finland, utgavs 2017 av det finska förlaget Gummerus. Verket utgörs av en samling engelskspråkiga kåserilika essäer, vilka med humoristisk ton beskriver finländsk kultur ur ett utomstående perspektiv.
Boken baserar sig på Facebook-sidan Very Finnish Problems, som ger ut bildmemes med finlandstema åt en stor publik. Landets särart och fenomen beskrivs humoristiskt som ”problem”. Brandet Very Finnish Problems har samlat över 650 000 följare på olika sociala medier. Gummerus utgav också en uppföljare, More Very Finnish Problems - An Even More Essential Guide To Surviving In Finland (2018), i vilken behandlingen av finlandstemat fördjupas något och breddas med illustrationer bekanta från författarens sociala medier.
Både i sina böcker och i intervjuer har Willans diskuterat kontrasten mellan nordiska samhällens, enligt honom positivare drag, och det brittiska, djupt rotade och "ytliga" klassamhället.
I Storbritannien har vissa av Willans noveller belönats med Yeovil Literary Prize och upplästs på en av BBC:s radiokanaler.
Willans företag ger också ut en podcast med titeln Very Finnish Problems, på nätpublikationen Ink Tank.